# UMFN Njarðvík (baloncesto)
El Ungmennafélag Njarðvíkur Körfubolti (traducido como Club Juvenil de Njarðvík Baloncesto), conocido como Njarðvík o UMFN, es la sección de baloncesto masculino del club Ungmennafélag Njarðvíkur, con sede en la localidad de Njarðvík del municipio de Reykjanesbær en Islandia.
Es uno de los equipos masculinos más exitosos del baloncesto islandés, con 17 campeonatos nacionales.
El club fue fundado con el nombre de Íþróttafélag Keflavíkurflugvallar (ÍKF). El ÍKF fue uno de los miembros fundadores de la liga islandesa en 1952, ganando el primer campeonato en la temporada 1952-53.
En 1969 el ÍKF se fusionó con el Ungmennafélag Njarðvíkur, convirtiéndose en su sección de baloncesto.

## Pabellón
El Njarðvík juega sus partidos como local en la Íþróttahús Njarðvíkur (en español Pabellón de deportes de Njarðvík), conocida comúnmente como Ljónagryfjan.
En julio de 2019, se firmó un acuerdo de patrocinio de 2 años con Njarðtak, con lo cual el pabellón comenzaría a ser llamado 'Njarðtaks-gryfjan (en español La guarida de Njarðtak).

## Colores
Los colores de la equipación original del club eran azul y blanco. A finales de 1973, la sección de baloncesto necesitaba adquirir nuevos uniformes y debido a la falta de fondos, decidieron seleccionar un color que ningún otro equipo estuviera usando para no tener que comprar dos conjuntos de uniformes. Había tres colores para elegir, pero como las tres personas que iban a tomar la decisión eran seguidores de los Boston Celtics, eligieron el verde. 
El color verde ha sido usado desde entonces, excepto en la temporada 1989-90 cuando jugaron con el color naranja de su mayor patrocinador, los supermercados Hagkaup.

## Palmarés

### Títulos
- Úrvalsdeild karla (Ligas de Islandia)

Campeones (17): 1952*, 1953*, 1956*, 1958*, 1981, 1982, 1984, 1985, 1986, 1987, 1991, 1994, 1995, 1998, 2001, 2002, 2006
- Bikarkeppni karla (Copas de Islandia)

Campeones (5): 1987, 1988, 1989, 1990, 1992, 1999, 2002, 2005
- Supercopa de Islandia (Supercopas de Islandia)

Campeones (7): 1995, 1999, 2001, 2002, 2004, 2005, 2006
- Copa de las Empresas

Campeones (3): 2001, 2003, 2005
- 1. deild karla (Segunda categoría)

Campeones (3): 1965*, 1969*, 1972
(*) Como ÍKF

## Nombres
- ÍKF (Íþróttafélag Keflavíkurflugvallar): 1952-1969
- UMFN Njarðvík: 1969-actualidad